# Krahof
Krahof ist eine Ortschaft und eine Katastralgemeinde der Gemeinde St. Georgen am Ybbsfelde im Bezirk Amstetten in Niederösterreich.

## Geschichte
Laut Adressbuch von Österreich waren im Jahr 1938 in der Ortsgemeinde Krahof ein Gastwirt, ein Müller, ein Sägewerk, ein Schneider, ein Schuster und mehrere Landwirte ansässig.

## Siedlungsentwicklung
Zum Jahreswechsel 1979/1980 befanden sich in Krahof 102 Bauflächen mit insgesamt 44.825 m² und 62 Gärten mit 189.053 m², 1989/1990 waren es 101 Bauflächen. 1999/2000 war die Zahl der Bauflächen auf 205 angewachsen, wobei 142 Gebäude bestanden, und 2009/2010 waren es 135 Gebäude.

## Landwirtschaft
Krahof ist landwirtschaftlich geprägt. 597 Hektar wurden zum Jahreswechsel 1979/1980 landwirtschaftlich genutzt und 158 Hektar wurden forstwirtschaftlich geführt. 1999/2000 wurde auf 588 Hektar Landwirtschaft betrieben und 182 Hektar waren als forstwirtschaftlich genutzte Flächen ausgewiesen. Ende 2018 waren 568 Hektar als landwirtschaftliche Flächen genutzt und Forstwirtschaft wurde auf 173 Hektar betrieben. Die durchschnittliche Bodenklimazahl der Katastralgemeinde beträgt 41 (Stand 2010).